# Alfons Gabriel
 (décembre 2015).
Si vous disposez d'ouvrages ou d'articles de référence ou si vous connaissez des sites web de qualité traitant du thème abordé ici, merci de compléter l'article en donnant les références utiles à sa vérifiabilité et en les liant à la section « Notes et références ».
Alfons Gabriel (1894 - 1976) est un écrivain, cartographe et explorateur autrichien qui a effectué plusieurs voyages dans les déserts iraniens pendant les années 1927-1928, 1933 et 1937. Il a écrit cinq livres concernant ses voyages. Son ouvrage Durch Persiens Wüsten (1935) a été traduit en persan.

## Œuvres
- Im weltfernen Orient, Munich et Berlin, 1929.
- Durch Persiens Wüsten, Stuttgart, 1935.
- Aus dem Einsamkeiten Irans, Stuttgart, 1939.
- Weites, wildes Iran, Stuttgart, 1942.
- Die Erforschung Persiens, Vienne, 1952.
- Marco Polo in Persien, Vienne, 1963.